# Новопавловский (Марий Эл)
 Новопавловский  — посёлок в Мари-Турекском районе Республики Марий Эл. Входит в состав Марийского сельского поселения.

## География
Находится в восточной части республики Марий Эл на расстоянии приблизительно 35 км по прямой на юг-юго-восток от районного центра посёлка Мари-Турек.

## История
Посёлок основан в 1928 году рядом с усадьбой госсовхоза «Павловский» (ранее «Хлебниковский»), который был в 1918 году создан на базе имения промышленника Ульянова. В посёлке были построены дома работников совхоза. В 1959 году хозяйство вошло в совхоз им. Кирова, в 1963 году в посёлке было организовано отделение совхоза «За мир». В 2000 году здесь было отмечено 96 дворов.

## Население
Население составляло 265 человек (татары 61 %) в 2002 году, 154 в 2010.